# Regiunile Norvegiei

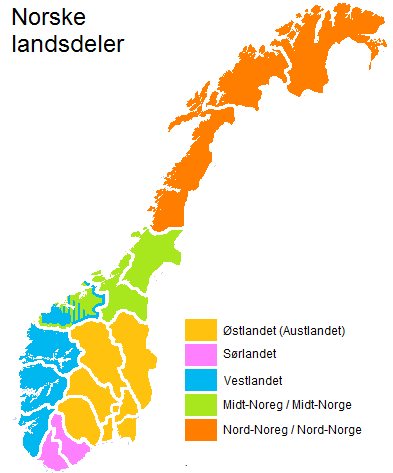
Cele 5 regiuni ale Norvegiei

Norvegia este împărțită în cinci regiuni geografice majore, numite landsdeler. Ele sunt regiuni pur geografice și nu au vreun rol administrativ-politic în țară. Acestea sunt regiunile Norvegiei și fylker-urile repartizate după regiune (de la nord la sud):
- Nord-Norge (sau Nord-Noreg)
  - Troms og Finnmark
  - Nordland

- Trøndelag (sau Midt-Noreg)
  - Nord-Trøndelag
  - Sør-Trøndelag

- Vestlandet
  - Møre og Romsdal
  - Rogaland
  - Vestland

- Sørlandet (sau Agder)
  - Vest-Agder
  - Aust-Agder

- Østlandet (sau Austlandet)
  - Innlandet
  - Oslo (capitala)
  - Viken
  - Vestfold og Telemark